# Claudia Álvarez
Claudia Álvarez (née Claudia Álvarez Ocampo, le 6 octobre 1981 à Mexico, au Mexique) est une actrice mexicaine. Elle participe en 2004 à la telenovela Las Juanas dans le rôle de Juana Prudencia. Elle est en couple avec Billy Rovzar depuis 2011.

## Carrière
Claudia Alvarez commence sa carrière dans des publicités à la télévision en 1995, à l'âge de treize ans. 
Elle travaille quelque temps dans une société de ventes de quesadillas.
Plus tard elle va à l'université où elle étudie la publicité.
Peu après Claudia abandonne les études pour se consacrer à la carrière d'actrice. Elle tient un petit rôle secondaire dans la telenovela Mirada de mujer, el regreso. Elle joue dans la telenovela mexicaine de TV Azteca, Las Juanas où elle incarne Juana Prudencia. Dans cette production, Ana Serradilla, Martha Higareda et Paola Núñez incarnent d'autres membres de la famille Juanas.
Ensuite elle joue Sofia dans la telenovela de TV Azteca et de Caracol Televisión, Amores Cruzados avec les actrices colombiennes Ana Lucía Domínguez et Patricia Vásquez. Le compagnon de Claudia, Michell Gurfi, lui, joue un antagoniste au côté de l'actrice colombienne Andrea López.
En 2007, elle fait partie de l'équipe artistique de la telenovela Se busca un hombre où elle incarne Loreto Reigadas, l'employée de maison de la protagoniste Angélica (Andrea Noli). 
En 2008, elle joue son premier rôle de protagoniste dans Bellezas indomables où elle interprète María Fernanda et partage la vedette avec Yahir. 
Ensuite, elle joue Sandra ou Santa dans Pobre Diabla, la production de Santa stellar  qui a pour protagoniste Alejandra Lazcano.
En 2010, elle rejoint Televisa pour interpréter l'antagoniste principale dans La Force du destin (La fuerza del destino) de Rosy Ocampo. Claudia est confirmée mais 48 heures après elle est remplacée par Laisha Wilkins.
Juste après, elle est contactée par Pedro Torres pour faire partie de la distribution de El Equipo et jouer le rôle de Pilar aux côtés de Zuria Vega et Alberto Estrella.
En 2011, sous la direction de Emilio Larrosa elle joue Adela dans la telenovela de Televisa Dos hogares en partageant la vedette avec Anahí, Sergio Goyri et Carlos Ponce. En 2012, dans la telenovela de Juan Osorio, Porque el amor manda  Elle incarne Verónica Hierro, l'antagoniste féminine principale, aux côtés des célébrités Fernando Colunga et Blanca Soto.
En 2013 et 2014, Claudia fait partie Tiempos de amor avec Blanca Soto, Adrián Uribe et Sofía Castro.
En 2014 et 2015, Claudia incarne Alexa Ripoll Bandy, une des trois sœurs Ripoll, dans la telenovela Hasta el fin del mundo produite par Nicandro Díaz où Julián Gil incarne l'antagoniste principal.

## Filmographie

### Cinéma
- 2013 : No sé si cortarme las venas o dejármelas largas : La chica de mudanza

### Séries
- 2024 : Las hermanas Guerra : Antonia Guerra

### Telenovelas
- 2003 : Mirada de mujer, el regreso : Luciana
- 2004 : Las Juanas : Juanita Prudencia Matamoros
- 2006 : Amores cruzados : Sofía Narváez Echeverría
- 2007 : Bellezas indomables  : Fernandita Urquillo [6]
- 2007-2008 : Se busca un hombre : Loreto Reigadas
- 2009 : Daniella (Pobre Diabla) : Sandra Ortigoza « Santa »
- 2011 : El equipo  : Pilar[7]
- 2011 : Dos hogares : Adela Arismendi[8]
- 2012-2013 : Porque el amor manda : Verónica Hierro[9]
- 2014-2015 : Hasta el fin del mundo : Alexa Ripoll Bandy[10]
- 2015-2016 : Simplemente María : María Flores Ríos
- 2017 : En tierras salvajes : Isabel Montalbán de Otero

### Théâtre
- Les monologues du vagin (Monólogos de la Vagina)[11]
- No se si cortarme las venas o dejármelas largas : Julia
- Extraños en un tren

### Vidéoclips
- Doy un paso atras : Samo[12]
- De tu voz : Mariana Vega
- Tu nombre : Dan Masciarelli
- Una sonrisa : Jaime Kohen